# Direct Perimetric Frame
DPF staat voor: Direct Perimetric Frame.
Dit is een frame van de Peugeot-scooters dat in feite een Deltabox-frame is waarbij tussen de framedelen ruimte is gelaten voor de brandstoftank. 